# Wybory parlamentarne w Islandii w 1983 roku
Wybory parlamentarne w Islandii odbyły się 23 kwietnia 1983.
W wyborach po raz pierwszy wzięła udział nowo powstała feministyczna partia Lista Kobiet, zdobywając 5,5% głosów i wprowadzając do Alþingi troje deputowanych.

## Wyniki wyborów
| Partia                                         | Liczba głosów | %    | +/–% | Liczba mandatów | +/– |
| ---------------------------------------------- | ------------- | ---- | ---- | --------------- | --- |
| Partia Niepodległości (Sjálfstæðisflokkurinn)  | 50 251        | 38,7 | +3,3 | 23              | +2  |
| Partia Postępu (Framsóknarflokkurinn)          | 24 754        | 19,0 | -5,9 | 14              | -3  |
| Związek Ludowy (Alþýðubandalagið)              | 22 490        | 17,3 | -2,4 | 10              | -1  |
| Partia Socjaldemokratyczna (Alþýðuflokkurinn)  | 15 214        | 11,7 | -5,7 | 6               | -4  |
| Sojusz Socjalistyczny (Bandalag Jafnaðarmanna) | 9 489         | 7,3  |      | 4               | +4  |
| Lista Kobiet (Samtök um kvennalista)           | 7 125         | 5,5  |      | 3               | +3  |
| inne                                           | 639           | 0,5  | —    | —               | —   |
| Razem (frekwencja – 88,3%)                     | 133 304       | 100  |      | 60              |     |
| źródło:                                        |               |      |      |                 |     |